# Salo
Salo er en mellemstor by med omkring 55.000 indbyggere i Sydfinland. Salo og nabokommunerne blev slået sammen 1. januar 2009 og fik adgang til naturlige ressourcer.
Mobilfabrikanten Nokia, som blev købt af Microsoft i 2014, havde et stort udviklingscenter i Salo. Det blev i 2015 lukket, og dermed lukker også den største arbejdsplads i Salo. Tidligere havde sukkerfabrikanten Dansukker også produktion i Salo, som blev grundlagt i 1916 og stod færdig i 1918, hvor produktionen begyndte. Dansukker nedlagde fabrikken i 2006. Dansukker havde for mange små fabrikker og ville centralisere produktionen. Det var et stort slag for de bønder, som dyrkede sukkerroer, da de pludselig fik deres udgifter øget pga. længere transport.
Uddannelsesmuligheder er http://www.turkuamk.fi. Universitetet i Salo udgør kun en sjettedel af det samlede universitet, hvor mange af de studerende fik praksis til den teoretiske del i tæt samarbejde med Nokia og andre virksomheder. Universitetet svarer til http://www.ihk.dk/ Arkiveret 24. september 2010 hos  Wayback Machine, dog er undervisningsformen meget anderledes landene imellem. Uddannelsesprogrammerne omfatter http://www.turkuamk.fi/public/default.aspx?nodeid=17324&culture=en-US&contentlan=2 Arkiveret 16. august 2011 hos  Wayback Machine hvoraf nogle af dem foregår i Salo.
Landskabet omkring Salo ligner ikke landskabet i Finland, men det er flot både om sommeren og om vinteren. Temperaturen varierer mere end i Danmark: typisk -15 grader celsius om vinteren og ca. 20 grader celsius om sommeren i gennemsnit. I 2010 var natten et enkelt døgn -33 grader celsius. Den vinter var i hele hele Norden både hård og lang.
60°22′59″N 23°07′59″Ø / 60.3831°N 23.1331°Ø